# Аарон Гольдштейн
Аарон Гольдштейн (івр. אהרן גולדשטיין, нар. 19 грудня 1902, Златопіль, Чигиринський повіт, Київська губернія, Російська імперія — 12 жовтня 1976, Гіватаїм, Тель-Авівський округ, Ізраїль) — ізраїльський політик, член Кнесету від Ліберальної партії та партії ГАХАЛ з 1963 по 1974 рік.

## Біографія
Гольдштейн народився в Златополі, штетлі в Чигиринському повіті, Київської губернії. Освіту здобув у хедері та середній школі, перш ніж емігрував до Палестини в 1921 році.
Він був членом Єврейського піонерського товариства, а також приєднався до робочої бригади Гдуд ха-Авода. Він працював у будівництві та був одним із засновників мікрорайону Борочів та ради Гіватаїма. У 1952 році його було обрано головою Асоціації підрядників та будівельників Ізраїлю.
Активно брав участь у діяльності гаґани в підмандатні часи, Гольдштейн був членом центрального комітету Ліберальної партії. Він був у списку партії на виборах 1961 року, і хоча йому не вдалося отримати місце, він увійшов до Кнесету 11 листопада 1963 року як заміна Ідову Коену, який пішов у відставку. Він зберіг своє місце на виборах 1965 та 1969 років (на яких Ліберальна партія входила до складу альянсу ГАХАЛ), перш ніж втратити його на виборах 1973 року.
Він помер у своєму будинку в Гіватаїмі в 1976 році у віці 73 років.